# Класификация на ензими
Това е международно приета класификация на ензимите, предложена от IUBMB (International Union of Biochemistry and Molecular Biology). Представени са шестте основни класа със съответните подкласове.

## Оксидоредуктази
Клас (EC 1)
- EC 1.1: Действащи на донорна CH-OH група
- EC 1.2: Действащи на донорна алдехидна или оксо– група
- EC 1.3: Действащи на донорна CH-CH група
- EC 1.4: Действащи на донорна CH-NH2 група
- EC 1.5: Действащи на донорна CH-NH група
- EC 1.6: Действащи на НАДН и НАДФН
- EC 1.7: Действащи на други донорни азотни съединения
- EC 1.8: Действащи на донорни сяра-съдържащи групи
- EC 1.9: Действащи на донорни хем-съдържащи групи
- EC 1.10: Действащи на донорни дифеноли или сродни съединения
- EC 1.11: Действащи на акцептор пероксид
- EC 1.12: Действащи на донор водород
- EC 1.13: Действащи на единични донори с присъединяване на молекулен кислород (оксигенази)
- EC 1.14: Действащи на двойка донори с присединяване или редукция на молекулен кислород
- EC 1.15: Действащи на акцептор супероксид
- EC 1.16: Окисляващи метални йони
- EC 1.17: Действащи на CH и CH2 групи
- EC 1.18: Действащи на донорни желязо-серни белтъци
- EC 1.19: Действащи на донорен редуциран флаводоксин
- EC 1.20: Действащи на фосфор или арсен в донора
- EC 1.21: Действащи на X-H и Y-H групи, до формирането на X-Y връзка
- EC 1.97: Други оксидоредуктази

### Трансферази
Клас (EC 2)
- EC 2.1: Пренасящи едновъглеродни групи
- EC 2.2: Пренасящи алдехидни или кето групи
- EC 2.3: Ацилтрансферази
- EC 2.4: Гликозилтрансферази
- EC 2.5: Пренасящи алкилни или арилни групи, различни от метилови
- EC 2.6: Пренасящи азот-съдържащи групи
- EC 2.7: Пренасящи фосфор-съдържащи групи
- EC 2.8: Пренасящи сяра-съдържащи групи
- EC 2.9: Пренасящи селен-съдържащи групи

### Хидролази
Клас (EC 3)
- EC 3.1: Действащи на естерни връзки
- EC 3.2: Гликозилази
- EC 3.3: Действащи на етерни връзки
- EC 3.4: Действащи на пептидни връзки (пептидази)
- EC 3.5: Действащи на въглерод-азотни връзки, различни от пептидните връзки
- EC 3.6: Действащи на киселинни анхидриди
- EC 3.7: Действащи на въглерод-въглеродни връзки
- EC 3.8: Действащи на халогенни връзки
- EC 3.9: Действащи на фосфор-азотни връзки
- EC 3.10: Действащи на сяра-азотни връзки
- EC 3.11: Действащи на въглерод-фосфорни връзки
- EC 3.12: Действащи на сяра-сяра връзки
- EC 3.13: Действащи на въглерод-серни връзки

### Лиази
Клас (EC 4)
- EC 4.1: Въглерод-въглерод лиази
- EC 4.2: Въглерод-кислород лиази
- EC 4.3: Въглерод-азот лиази
- EC 4.4: Въглерод-сяра лиази
- EC 4.5: Въглерод-халоген лиази
- EC 4.6: Фосфор-кислород лиази
- EC 4.99: Други лиази

### Изомерази
Клас (EC 5)
- EC 5.1: Рацемази и епимерази
- EC 5.2: Цис-транс изомерази
- EC 5.3: Вътрешномолекулни изомерази
- EC 5.4: Вътрешномолекулни трансферази (мутази)
- EC 5.5: Вътрешномолекулни лиази
- EC 5.99: Други изомерази

### Лигази
Клас (EC 6)
- EC 6.1: Образуващи въглерод-кислород връзки
- EC 6.2: Образуващи въглерод-сяра връзки
- EC 6.3: Образуващи въглерод-азот връзки
- EC 6.4: Образуващи въглерод-въглерод връзки
- EC 6.5: Образуващи фосфат-естерни връзки
- EC 6.6: Образуващи азот-метал връзки